# Anthelephila burmanus
Anthelephila burmanus es una especie de coleóptero de la familia Anthicidae.

## Distribución geográfica
Habita en Birmania.